# Phelsuma vanheygeni
Phelsuma vanheygeni este o specie de șopârle din genul Phelsuma, familia Gekkonidae, descrisă de Lerner în anul 2004. A fost clasificată de IUCN ca specie în pericol. Conform Catalogue of Life specia Phelsuma vanheygeni nu are subspecii cunoscute.